# Кончеј (Тренто)
Кончеј (итал. Concei) је насеље у Италији у округу Тренто, региону Трентино-Јужни Тирол.
Према процени из 2011. у насељу је живело 758 становника. Насеље се налази на надморској висини од 759 м.

## Становништво
| 1931. | 1936. | 1951. | 1961. | 1971. | 1981. | 1991. | 2001. |
| ----- | ----- | ----- | ----- | ----- | ----- | ----- | ----- |
| 695   | 682   | 780   | 795   | 751   | 759   | 684   | 758   |